# أسما شيرازي
أسما شيرازي (مواليد 1976) هي صحفية باكستانية، ومحللة سياسية تظهر بانتظام على قناة آج الأخبارية.
ولدت في إسلام أباد، ودرست العلوم السياسية في جامعة البنجاب وعملت كمذيعة راديو مع راديو باكستان ثم انتقلت إلى جيو نيوز. وفي عام 2006 أصبحت أول مراسلة حرب باكستانية عندما سافرت لتغطية حرب لبنان 2006، كما قامت بتغطية الصراع على الحدود الباكستانية الأفغانية في عام 2009.